# Alfred Badzong
Alfred Badzong (Klein Karnitten, 6 de fevereiro de 1924 — Berlim-Pankow, 9 de abril de 1996) foi um oficial alemão que serviu durante a Segunda Guerra Mundial. Foi condecorado com a Cruz de Cavaleiro da Cruz de Ferro.

## Coondecorações
- Cruz de Ferro (1939)
  - 2ª classe
  - 1ª classe
- Cruz de Cavaleiro da Cruz de Ferro (5 de fevereiro de 1945) como Gefreiter e M.G.-Schütze no 1./Grenadier-Regiment 273